# ユレニワ
ユレニワは日本のロックバンド。千葉県で結成。

## バンド名の由来
RENJU曰く元は漢字で「揺れる庭」としていたが、その語呂の悪さからカタカナにしつつ、自分達の音楽でフロアとオーディエンスを揺らす、という意味を込めて命名された。バンド名は長い場合はリスナーに略されるだろうとの意図で、初めから短いバンド名にした。

### 結成の経緯
スタジオペンタが主催する高校生バンドを対象としたオーディション「SCHOOL'S OUT」での優勝を目的とし、シロとRENJUが中心となって結成された。当時シロと宮下が同じバンドを、RENJUと種谷が同じバンドをそれぞれ結成していた。結果的にオーディションでは優勝を収め、またその後バンド活動も波に乗り始めたことで解散せずバンドを続けていくことを決心する。

## メンバー
シロナカムラ
ボーカル。全ての曲の作詞を担当。洗足学園音楽大学卒業。
種谷佳輝（たねやよしき）
ギター。成城大学卒業。
FENDER USAのストラトキャスターを高校生の頃から8年ほど愛用している。
宮下レジナルド（モンタノ・レジナルド・キース）- ex. アメモヨウ
ベース。八街高等学校卒業。
親友のけんちゃんから購入したLAKELANDのジャスベースを愛用している。
MOSRITE、AXL GUITARS等も所持。 そして、ゲームが好きでFPSゲームを主にやっている。(VALORANT、Apex Legendsなど)
使用しているデバイスは、マウス：Logicool G703,キーボード：Logicool G913,マウスパッド：Logicool G640S,モニター：BenQ ZOWIE XL2411K
RENJU（RENJU）
ドラム。洗足学園音楽大学卒業。

## 来歴
- 2016年、バンドを結成。
- 2018年12月にMASH A&Rが主催するオーディション「MASH FIGHT! vol.7」でグランプリを獲得。
- 2022年3月27日に渋谷WWWでワンマンライブ「LAND」を開催し、チケットソールドアウト。
- 2022年6月より2023年3月まで、毎月8日に渋谷La.mamaにて2マン形式の定期公演「エロス -ラバーズ編-」を開催。
- 2023年2月に東名阪を回るワンマンツアー「LAND」を開催。
- 2022年より自身のPodcastコンテンツ「ユレニワのシニガンレディオ」を不定期更新中。

## エピソード
- シロナカムラ、MASH A&Rが主催する配信番組の生放送中に、共演者の先輩バンドもいる中、足を組んでいたカットが映り、視聴者にコメントで生意気だと指摘を受けたことがある。
- 「Bianca」のMV撮影のための車両移動中、運転していたRENJUが道に迷い、誤って素手でカーナビを壊したことがある。

## ディスコグラフィー

### EP
| 発売日         | タイトル      |
| -------------- | ------------- |
| 2018年10月30日 | THE VIRGINISM |
| 2022年7月20日  | あかるい透明  |
| 2023年2月11日  | ラヴ・バレエ  |

### 配信限定シングル
| 発売日         | タイトル             |
| -------------- | -------------------- |
| 2019年11月27日 | Bianca cw/Lilac      |
| 2020年12月23日 | Birthday             |
| 2021年1月27日  | だらしないね         |
| 2021年2月24日  | 焦熱                 |
| 2021年3月17日  | あばよ、ビューティー |
| 2022年3月9日   | 恋人たちのヒム       |
| 2022年5月4日   | まじまいえんじぇる   |
| 2023年2月1日   | 帝國                 |

### アルバム
|     | 発売日        | タイトル     | 規格品番    | 収録曲 | 備考     |
| --- | ------------- | ------------ | ----------- | --- | -------- |
| 1st | 2020年2月19日 | ピースの報せ | MASHAR-1008 | 1. 革命児 2. 遺書 3. Lilac 4. Cherie 5. PLAY 6. fusee 101 7. まぼろしの夜に 8. Bianca 9. ラストソング 10. 阿呆 | MASH A&R |